# Fukuititan nipponensis
Fukuititan nipponensis es la única especie conocida del género extinto Fukuititan ("titán del Fukui") es un género extinto representado por una única especie de dinosaurio saurópodo titanosauriano, que vivió a mediados del período Cretácico, hace aproximadamente 125 millones de años, en el Aptiense, en lo que hoy es  Asia.

## Descripción
Fukuititan es un sauropodo bastante pequeño con una longitud total de 10 metros. Las propiedades derivadas únicas, los autoapomorfismos , de este tipo son, una corona dental asimétrica extendida con un surco ausente o de forma débil en el exterior y sin un hueco en el interior. Las vértebras cervicales tienen epipofías en forma de tallo, el ancho de la parte superior del húmero es del 32% de la longitud de ese hueso; los huesos de las manos medias son largos con un 48% de la longitud del radio . Los extremos de los huesos sacros se ensanchan ligeramente.

## Descubrimiento e investigación
La especie tipo, Fukuititan nipponensis, fue descrita en 2010 por los científicos japoneses Yoichi Azuma y Masateru Shibata del Museo de Dinosaurios de la Prefectura de Fukui. El descubrimiento arroja luz sobre los titanosauriformes japoneses, que son poco conocidos en la región. Representa el primer esqueleto relativamente completo de un titanosauriforme encontrado en Japón. El descubrimiento de Fukuititan indica que la diversidad y distribución geográfica de este grupo es mucho mayor que lo que se pensaba anteriormente. Sus restos se encontraron en la Formación Kitadani, Subgrupo Akaiwa, Grupo Tetori, mina de Dinosaurios Kitadani, Río Sugiyama, Katsuyama, Prefectura de Fukui, Japón. El nombre genérico lo vincula el al área de búsqueda, Fukui, unido a titán del griego , una referencia al tamaño de los saurópodos. El nombre de la especie se refiere a Nippon, el nombre local de Japón.
El fósil holotipo, FPDM-V8468, consiste en un esqueleto parcial, encontrado en Kitadani en 2006 y excavado desde julio de 2007 hasta el verano de 2008 encontrado en capas del grupo superior de Tetora , que tiene aproximadamente 125 millones de años, entre el Barremiense y el Aptiense. Fue preparado en el Museo de Dinosaurios de la Prefectura de Fukui en Katsujama donde está en exhibición. Se conservan, un diente, una vértebra cervical, un omóplato izquierdo, un radio izquierdo, un húmero y un radio derecho, una pierna media derecha, un fémur derecho, una tibia derecha, una pantorrilla izquierda, los huesos del sacro y tres vértebras de la cola.

## Clasificación
Fukuititan ha sido asignado por los descriptores a los Titanosauriformes , principalmente debido a la forma de las vértebras de la cola que corresponde a la de la especie asiática Borealosaurus. Representa el primer hallazgo titanosauriforme conocido en Japón y, según los descriptores, es una indicación de que la distribución geográfica y la variabilidad de ese grupo es mayor que la conocida anteriormente. En 20012 D'Emic lo colocó en una más general Macronaria. Un año más tarde Mannion et al. volvió a considerarlo Titanosauriforme y en 2014 Sanz et al. lo encontró como Somphospondyli.